# Stephen Shennan
Stephen Shennan (né le 9 mai 1949) est un archéologue et universitaire britannique. Depuis 1996, il est professeur d’archéologie théorique. Il est directeur de l'Institut d'archéologie de l'University College de Londres de 2005 à 2014.

## Biographie
Shennan fait ses études à la Becket School, à West Bridgford, et au Fitzwilliam College, à Cambridge, où il obtient une licence (1971) et un doctorat (1977) en archéologie. Il se concentre sur l’évolution culturelle et l’archéologie darwinienne, appliquant les théories de l'écologie évolutive et de la cladistique à l’archéologie. En juillet 2006, Shennan est élu membre de la British Academy. Shennan reçoit également la médaille RAI Huxley en 2021.

## Publications
- Stephen Shennan, Experiments in the collection and analysis of archaeological survey data: the east Hampshire survey, Sheffield, University of Sheffield, 1985 (ISBN 0906090229)
- Archaeological approaches to cultural identity, London, Routledge, 1989 (ISBN 0044450168)
- Stephen Shennan, Quantifying archaeology, Iowa City, 2nd, 1997 (ISBN 0877455988)
- Stephen Shennan, Genes, memes and human history: Darwinian archaeology and cultural evolution, London, Thames & Hudson, 2002 (ISBN 0500051186)
- A future for archaeology: the past in the present, Walnut Creek, Left Coast Press, 2007 (ISBN 978-1598742145)
- Ranking, Resource and Exchange: Aspect of the Archaeology of Early European Society., London, Cambridge University Press, 2009 (ISBN 978-0521105095)
- Stephen Shennan, The First Farmers of Europe: An Evolutionary Perspective, Cambridge University Press, 2018 (ISBN 9781108386029)